# 小米手機4S
小米手機4s 是小米科技在2016年2月24日发布的一款Android智能手机。